# Amphiascopsis cinctus
Amphiascopsis cinctus är en kräftdjursart som först beskrevs av Claus 1866. Enligt Catalogue of Life ingår Amphiascopsis cinctus i släktet Amphiascopsis och familjen Diosaccidae, men enligt Dyntaxa är tillhörigheten istället släktet Amphiascopsis och familjen Miraciidae. Arten är reproducerande i Sverige. Inga underarter finns listade i Catalogue of Life.